# Bayel
Bayel település Franciaországban, Aube megyében. Lakosainak száma 741 fő (2022. január 1.). Bayel Baroville, Bar-sur-Aube, Fontaine, Lignol-le-Château, Longchamp-sur-Aujon, Ville-sous-la-Ferté, Voigny, Rennepont és Colombey les Deux Églises községekkel határos.

## Népesség
A település népessége az elmúlt években az alábbi módon változott:
| Lakosok száma | 1353 | 1111 | 960  | 860  | 793  | 772  | 758  | 751  | 747  | 741  |
|               | 1968 | 1982 | 1990 | 2006 | 2013 | 2015 | 2017 | 2019 | 2020 | 2022 |